# Hà Sơn, Trạm Giang
Hà Sơn (chữ Hán giản thể: 霞山区, âm Hán Việt: Hà Sơn khu) là một quận thuộc địa cấp thị Trạm Giang, tỉnh Quảng Đông, Cộng hòa Nhân dân Trung Hoa. Quận Hà Sơn có diện tích 88 km², dân số 370.000 người. Mã số bưu chính của Hà Sơn là 524001. Về mặt hành chính, quận Hà Sơn được chia thành 11 nhai đạo: Giải Phóng, Ái Quốc, Công Nông, Hữu Nghị, Tân Hưng, Hải Tân, Lạc Hoa, Tân Viên, Kiến Thiết, Đông Tân, Hải Đầu.